# نوین یانیت
نوین یانیت (ترکی استانبولی: Nevin Yanıt؛ زادهٔ ۱۶ فوریهٔ ۱۹۸۶) دونده زن سابق دوسرعت و دو با مانع اهل ترکیه است.
وی در مسابقات کشوری و بین‌المللی در مجموع برندهٔ ۴ مدال طلا، ۱ مدال نقره شده است.
یانیت در ۲۹ اوت ۲۰۱۳، یانیت به دلیل مثبت بودن تست دوپینگ در فوریه ۲۰۱۳، به مدت دو سال از مسابقات ورزشی محروم شد. پس از اعتراض IAAF به مدت محرومیت در دادگاه داوری ورزش، محرومیت او برای یک سال دیگر تمدید شد.